# 阿拉胡埃拉

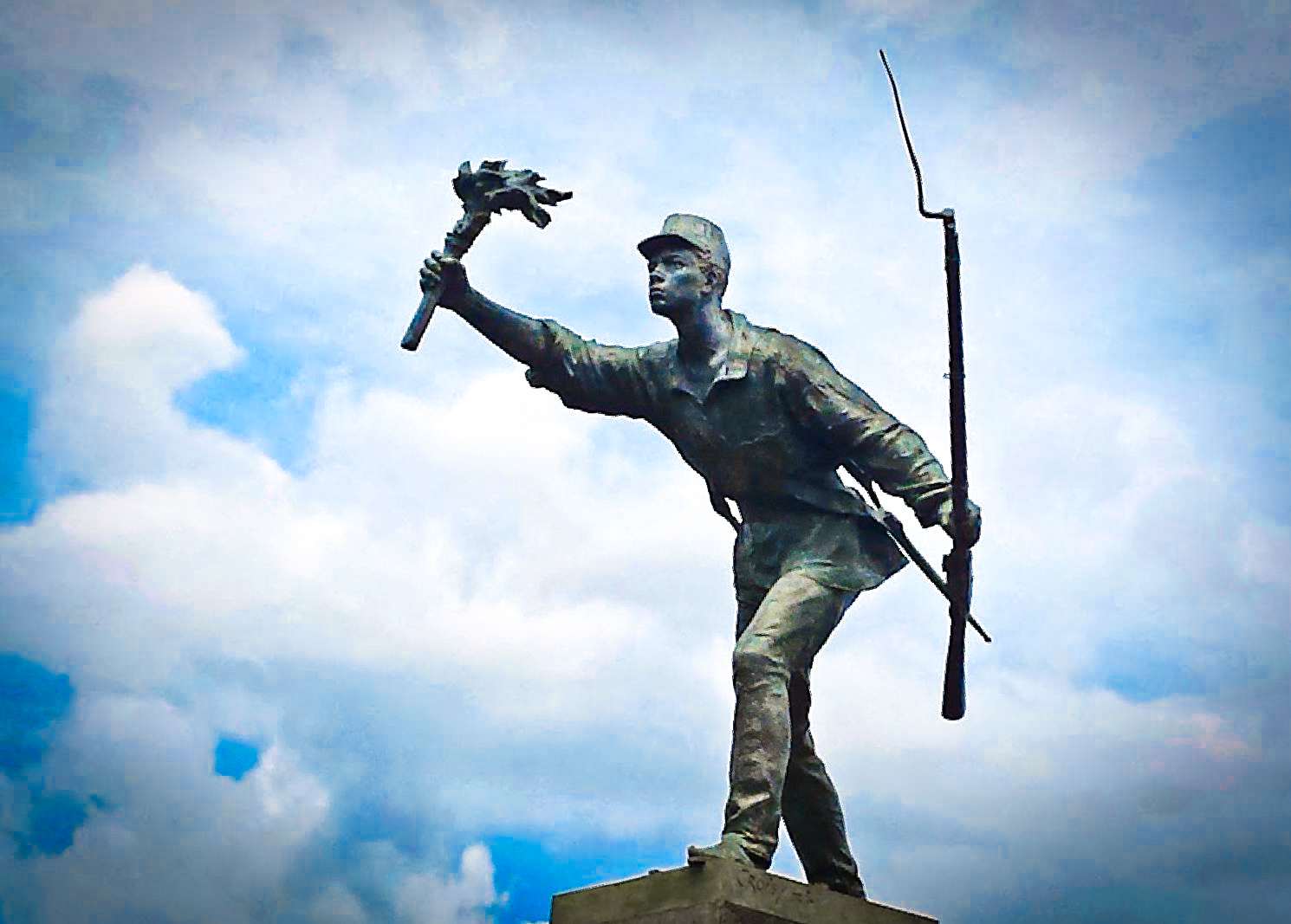
民族英雄胡安·聖瑪利亞位于阿拉胡埃拉的雕像

阿拉胡埃拉位于哥斯达黎加中部，是阿拉胡埃拉省的首府。阿拉胡埃拉是哥斯大黎加民族英雄胡安·聖瑪利亞的出生地。